# 1827 год
1827 (ты́сяча восемьсо́т два́дцать седьмо́й) год  по григорианскому календарю — невисокосный год, начинающийся в понедельник. Это 1827 год нашей эры, 7‑й год 3‑го десятилетия XIX века 2‑го тысячелетия, 8‑й год 1820‑х годов. Он закончился 198 лет назад.
| Пн | Вт | Ср | Чт | Пт | Сб | Вс |
| 1  | 2  | 3  | 4  | 5  | 6  | 7  |
| 8  | 9  | 10 | 11 | 12 | 13 | 14 |
| 15 | 16 | 17 | 18 | 19 | 20 | 21 |
| 22 | 23 | 24 | 25 | 26 | 27 | 28 |
| 29 | 30 | 31 |    |    |    |    |

| Пн | Вт | Ср | Чт | Пт | Сб | Вс |
|    |    |    | 1  | 2  | 3  | 4  |
| 5  | 6  | 7  | 8  | 9  | 10 | 11 |
| 12 | 13 | 14 | 15 | 16 | 17 | 18 |
| 19 | 20 | 21 | 22 | 23 | 24 | 25 |
| 26 | 27 | 28 |    |    |    |    |

| Пн | Вт | Ср | Чт | Пт | Сб | Вс |
|    |    |    | 1  | 2  | 3  | 4  |
| 5  | 6  | 7  | 8  | 9  | 10 | 11 |
| 12 | 13 | 14 | 15 | 16 | 17 | 18 |
| 19 | 20 | 21 | 22 | 23 | 24 | 25 |
| 26 | 27 | 28 | 29 | 30 | 31 |    |

| Пн | Вт | Ср | Чт | Пт | Сб | Вс |
|    |    |    |    |    |    | 1  |
| 2  | 3  | 4  | 5  | 6  | 7  | 8  |
| 9  | 10 | 11 | 12 | 13 | 14 | 15 |
| 16 | 17 | 18 | 19 | 20 | 21 | 22 |
| 23 | 24 | 25 | 26 | 27 | 28 | 29 |
| 30 |    |    |    |    |    |    |

| Пн | Вт | Ср | Чт | Пт | Сб | Вс |
|    | 1  | 2  | 3  | 4  | 5  | 6  |
| 7  | 8  | 9  | 10 | 11 | 12 | 13 |
| 14 | 15 | 16 | 17 | 18 | 19 | 20 |
| 21 | 22 | 23 | 24 | 25 | 26 | 27 |
| 28 | 29 | 30 | 31 |    |    |    |

| Пн | Вт | Ср | Чт | Пт | Сб | Вс |
|    |    |    |    | 1  | 2  | 3  |
| 4  | 5  | 6  | 7  | 8  | 9  | 10 |
| 11 | 12 | 13 | 14 | 15 | 16 | 17 |
| 18 | 19 | 20 | 21 | 22 | 23 | 24 |
| 25 | 26 | 27 | 28 | 29 | 30 |    |

| Пн | Вт | Ср | Чт | Пт | Сб | Вс |
|    |    |    |    |    |    | 1  |
| 2  | 3  | 4  | 5  | 6  | 7  | 8  |
| 9  | 10 | 11 | 12 | 13 | 14 | 15 |
| 16 | 17 | 18 | 19 | 20 | 21 | 22 |
| 23 | 24 | 25 | 26 | 27 | 28 | 29 |
| 30 | 31 |    |    |    |    |    |

| Пн | Вт | Ср | Чт | Пт | Сб | Вс |
|    |    | 1  | 2  | 3  | 4  | 5  |
| 6  | 7  | 8  | 9  | 10 | 11 | 12 |
| 13 | 14 | 15 | 16 | 17 | 18 | 19 |
| 20 | 21 | 22 | 23 | 24 | 25 | 26 |
| 27 | 28 | 29 | 30 | 31 |    |    |

| Пн | Вт | Ср | Чт | Пт | Сб | Вс |
|    |    |    |    |    | 1  | 2  |
| 3  | 4  | 5  | 6  | 7  | 8  | 9  |
| 10 | 11 | 12 | 13 | 14 | 15 | 16 |
| 17 | 18 | 19 | 20 | 21 | 22 | 23 |
| 24 | 25 | 26 | 27 | 28 | 29 | 30 |

| Пн | Вт | Ср | Чт | Пт | Сб | Вс |
| 1  | 2  | 3  | 4  | 5  | 6  | 7  |
| 8  | 9  | 10 | 11 | 12 | 13 | 14 |
| 15 | 16 | 17 | 18 | 19 | 20 | 21 |
| 22 | 23 | 24 | 25 | 26 | 27 | 28 |
| 29 | 30 | 31 |    |    |    |    |

| Пн | Вт | Ср | Чт | Пт | Сб | Вс |
|    |    |    | 1  | 2  | 3  | 4  |
| 5  | 6  | 7  | 8  | 9  | 10 | 11 |
| 12 | 13 | 14 | 15 | 16 | 17 | 18 |
| 19 | 20 | 21 | 22 | 23 | 24 | 25 |
| 26 | 27 | 28 | 29 | 30 |    |    |

| Пн | Вт | Ср | Чт | Пт | Сб | Вс |
|    |    |    |    |    | 1  | 2  |
| 3  | 4  | 5  | 6  | 7  | 8  | 9  |
| 10 | 11 | 12 | 13 | 14 | 15 | 16 |
| 17 | 18 | 19 | 20 | 21 | 22 | 23 |
| 24 | 25 | 26 | 27 | 28 | 29 | 30 |
| 31 |    |    |    |    |    |    |

## События
- Карл Бедекер, немецкий издатель, основал в Кобленце издательство путеводителей по различным странам.[источник не указан 2445 дней]
- В городе Турку (Финляндия) происходит пожар, после которого город выстраивают заново.[источник не указан 2445 дней]
- 1 мая — безуспешная попытка снять осаду столицы Гондураса г. Комаягуа, осаждённой федеральной армией. Остатки войск противников президента Федерации Арсе ушли в Никарагуа[1].
- 4 мая — в Афинах во время штурма Акрополя погиб главнокомандующий войсками континентальной Греции Георгиос Караискакис[2].
- 27 сентября — издание в России Высочайше утверждённого Устава Кабинета Его Императорского Величества.
- 20 октября — состоялось Наваринское сражение.[источник не указан 2445 дней]
- 11 ноября — армия Франсиско Морасана разбила федеральные войска Соединённых провинций Центральной Америки в битве в долине Ла-Тринидад. На следующий день Морасан вступил в Тегусигальпу[3].
- 26 ноября — армия Франсиско Морасана вступила в столицу Гондураса город Комаягуа. Морасан стал правителем страны[3].
- Венгерский физик и электротехник Аньош Иштван Йедлик сконструировал первую в мире динамо-машину.[источник не указан 2445 дней]
- Создание особого корпуса жандармов.[источник не указан 2445 дней]
- Произошёл первый обзор общественного мнения, подготовленный III Отделением Собственной Его Императорского Величества канцелярии[4].
- В России для военных чинов IV класса были установлены особые звания — свиты его величества генерал-майор и свиты его величества контр-адмирал (первые их пожалования состоялись в 1829 г.).

## Родились
См. также: Категория:Родившиеся в 1827 году
- 13 января — Николай Бекетов, один из основоположников физической химии и химической динамики, заложил основы принципа алюминотермии (умер в 1911 году).
- 14 января — Пётр Петро́вич Семёнов-Тян-Ша́нский, русский географ, ботаник, статистик и общественный деятель.
- 17 января — Мерославский, Людвик, польский генерал, диктатор восстания 1863 года (умер в 1878 году).
- 23 января — Сайго Такамори, один из наиболее влиятельных самураев в японской истории.
- 15 февраля — Поликарп Андреевич Гирштовт, российский хирург, издатель, редактор, доктор медицины (ум. 1877).
- 24 февраля — Лидия Беккер, лидер раннего движения за избирательные права женщин в Великобритании (ум. 1890).
- 12 марта — Джон Р. Джонс, американский военный, участник Гражданской войны (ум. 1901).
- 16 марта — Бабухин, Александр Иванович, русский гистолог и физиолог
- 2 апреля — Хант, Уильям Холман, английский живописец, один из основателей Братства прерафаэлитов (умер в 1910 году)
- 5 апреля — Листер, Джозеф, английский хирург (умер в 1912 году).
- 15 апреля — Пётр Петрович Глотов, генерал-лейтенант Русской императорской армии, директор Михайловского Воронежского кадетского корпуса (ум. 1888).
- 2 июня — Победоносцев, Константин Петрович, русский государственный деятель, обер-прокурор Синода (умер в 1907 году).
- 10 июня — Адольф Вармунд, австрийский и немецкий востоковед и педагог[5].
- 17 июля — Абель, Фредерик Август, английский химик (умер в 1902 году).
- 4 августа — Йозеф Грубер, австрийский отолог, профессор Венского университета; доктор медицины (умер в 1900 году)[6].
- 5 августа — Лангевич, Мариан, польский генерал, участник боёв за освобождение Польши во время восстания 1863 года (умер в 1887 году).
- 7 августа — Николай Скворцов, русский генерал от инфантерии.
- 13 августа — Франсиско Гомес де Аморим, португальский поэт и писатель.
- 20 августа — Костер, Шарль Теодор Анри де, бельгийский писатель (умер в 1879 году).
- 16 октября — Бёклин, Арнольд, швейцарский живописец и скульптор (умер в 1901 году).
- 21 ноября — Блумнер, Мартин, немецкий композитор, дирижёр, теоретик музыки.
- 8 декабря — Гербель, Николай Васильевич, русский поэт-переводчик и издатель (умер в 1883 году).

## Скончались
См. также: Категория:Умершие в 1827 году
- 19 февраля — Арма́н Огюсте́н Луи́ де Коленку́р, французский государственный деятель и дипломат эпохи Наполеона I (род.1773)
- 5 марта — Вольта, Алесандро, итальянский физик и физиолог, один из основоположников учения об электричестве (родился в 1745 году).
- 15 марта — Дмитрий Владимирович Веневитинов, русский поэт (родился в 1805 году).
- 26 марта — Людвиг ван Бетховен, немецкий композитор.
- 2 апреля — Людвиг Генрих Боянус, немецкий естествоиспытатель, анатом и зоолог, один из зачинателей ветеринарии и ветеринарного образования в Литве (родился в 1776 году).
- 4 мая — Георгиос Караискакис, один из греческих военачальников периода Войны за освобождения Греции, главнокомандующий войсками континентальной Греции (род.1780)
- 12 августа — Уильям Блейк, английский поэт и художник.
- 4 ноября — Вильгельм Гауф, немецкий писатель-сказочник.
- 15 декабря — Хелен Мария Уильямс, британская поэтесса, прозаик, эссеист и переводчик.